# Heterofragilia amica
Heterofragilia amica är en havsspindelart som beskrevs av Stock, J.H. 1954. Heterofragilia amica ingår i släktet Heterofragilia och familjen Ammotheidae. Inga underarter finns listade i Catalogue of Life.